# 3e régiment de cavalerie (États-Unis)
Pour les articles homonymes, voir 3e régiment.

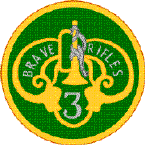
Insigne de l'unité.

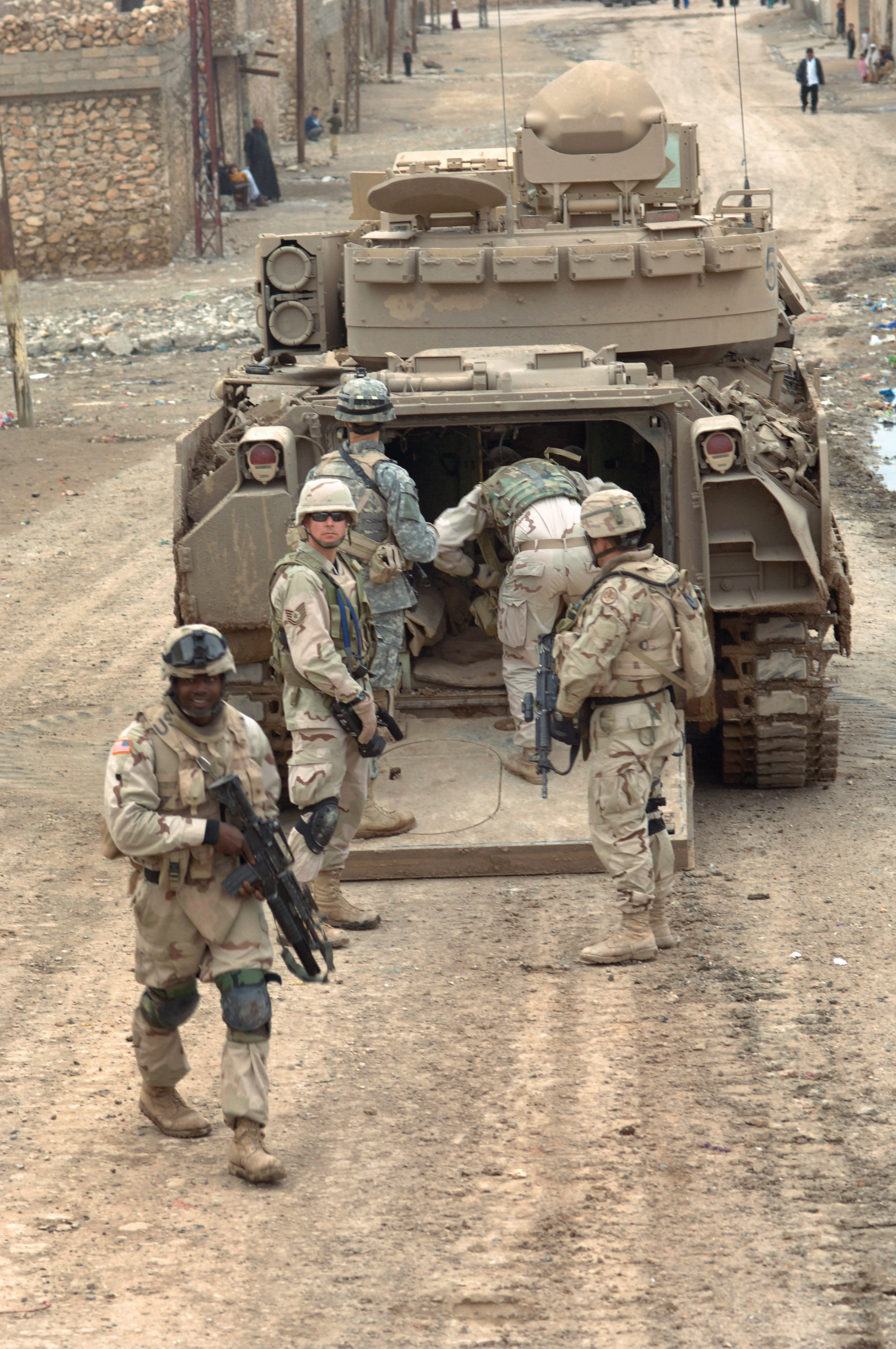
Un M2 Bradley du Armored Cavalry Regiment durant la guerre d'Irak en 2006.

Le 3e régiment de cavalerie devenu 3e régiment blindé de cavalerie (3rd Armored Cavalry Regiment, 3rd ACR) des États-Unis, dont les hommes sont surnommés les Brave Rifles, est un régiment de cavalerie blindée américaine de l'Armée de terre des États-Unis actuellement basé à Fort Hood, au Texas. Il a été fondé en 1846;